# معمارية آرم
إيه.آر.إم (بالإنجليزية: ARM) هو نوع من أنواع المعالجات الدقيقة الذي يتعرف على مجموعة تعليمات مخفضة ويستخدم هذا المعالج بكثرة في الأجهزة ذات الإمكانيات المحدودة مثل أجهزة الهواتف المحمولة وأجهزة الحاسوب الكفي وأجهزة الألعاب المحمولة والآلات الحاسبة لقدرته على توفير استهلاك الطاقة. ويعمل هذا المعالج في حوالي 75% من معالجات الأجهزة المحدودة الإمكانيات.

## التاريخ
بدأت شركة آكورن كمبيوترز المحدودة تصميم المعالج عام 1983.
اكتمل التصميم عام 1985 بإصدار النموذج التجريبي إيه.آر.إم 1 الذي لم يتم تسويقه كمنتج تجاري وإنما بدأ التسويق بالإصدار الثاني من المعالج إيه.آر.إم 2.
اعتبر إيه.آر.إم 2 أفضل وأبسط معالج 32 بت في وقتها حيث أنه كان يحتوي على 30000 مقحل فقط مقارنة بمعالج موتورولا 6800 الذي كان يحتوي على 70000 مقحل.[بحاجة لمصدر]
ثم صدر الإصدار الثالث إيه.آر.إم 3 الذي كان يحتوي لأول مرة على ذاكرة تخزين مؤقت (4 كيلو بايت) مما ساهم كثيرا في سرعة المعالج.
وقد حدث تطور كبير في المعالج في الإصدارات اللاحقة مثل إيه.آر.إم 11 الذي تعمل عليه العديد من الأجهزة الشهيرة مثل هاتف نوكيا إن 95 والإصدارات القديمة من آبل آيفون أما الإصدارات الجديدة فتعمل على معالجات أبل.

## وصلات خارجية
- الموقع الرسمي